# Bucureșci
Bucureșci es una comuna ubicada en el distrito de Hunedoara, Rumania.

## Superficie
Cuenta con una superficie de 69,09 kilómetros cuadrados.

## Demografía
Hasta 2021 la población era de 1284 habitantes, con una densidad de población de 18,58 habitantes por kilómetro cuadrado.